# Grb Občine Žirovnica
Grb Občine Žirovnica je upodobljen na zlato obrobljenem zelenem ščitu s šiljasto zaključenim dnom in odprto knjigo na vrhu ščita v razmerju 4,5:5. Na zelenem polju je pet stiliziranih zlatih peres, ki so na ščitu razporejena v obliki satja. 3 peresa so narisana v vrsti zgoraj, 2 peresi pa spodaj, predstavljajo pa pet velikih mož (France Prešeren, Matija Čop, Anton Janša, Fran Saleški Finžgar in Janez Jalen). 
Peresa so razporejena v obliki satja, saj se je na območju Občine Žirovnica začela uradna zgodovina slovenskega čebelarstva. Čebelje satovje simbolizira tudi pridobivanje medu ter marljivost in pridnost ljudi. 
Odprta knjiga na vrhu ščita simbolizira kulturne in znanstvene dosežke znamenitih osebnosti, rojenih na območju, ki ga danes obsega Občina Žirovnica. 